# 韓國獨立黨
韓國獨立黨（：／ HangukDoglib Dang）是朝鮮半島獨立運動政黨，於1928年3月25日在中國上海成立，以金九与李东宁、安昌浩、赵素昂等人组建的，由金九担任该党常务理事。也是大韓民國第一共和國時代政黨。

## 历史
韩国独立党于1928年由金九在上海成立，联合了以金九为首的大韩民国临时政府的保守派成员。 当金九在1945年能够回到韩国时，韩国独立党就开始在韩国运行。金九起初支持李承晚，但在韩国单独举行选举的争议中导致，该党没有参加1948年的韩国议会选举。然而，金九是1948年7月间接总统选举的候选人，但败于李承晚。
1949年金九被暗杀后，该党急剧衰落。该党参加了1950年的议会选举，但只获得了0.3%的选票，未能赢得一个席位。在1960年的选举中，该党获得了同样的选票份额，再次未能赢得席位。该党提名全锦汉为1967年5月总统选举的候选人，他以2.1%的得票率在六名候选人中排名第五。尽管在1967年6月的议会选举中，该党的选票份额增加到了2.2%，但该党仍然没有席位。